# Fungia fralinae
Fungia fralinae är en korallart som beskrevs av Nemenzo 1955. Fungia fralinae ingår i släktet Fungia och familjen Fungiidae. IUCN kategoriserar arten globalt som livskraftig. Inga underarter finns listade i Catalogue of Life.